# Руслиця перцева
Руслиця перцева, руслиця звивистонасінна як Elatine gyrosperma (Elatine hydropiper) — вид рослин з родини руслицевих (Elatinaceae), який зростає у Європі, Грузії, північній Азії.

## Опис
Стебла та листки
Однорічна рослина 2–10 см заввишки. Стебло тонке, у вузлах вкорінюється. Листя супротивне, 5–12 мм довжиною, звужуються до черешка. Черешок по довжині приблизно дорівнює листовій пластинці. Листова пластинка лопатчастої або довгасто-овальної форми, зверху слабовиїмчаста. Є плівчасті зубчасті прилистки 0,3–0,5 мм завдовжки.
Квітка
Квітки поодинокі, пазушні, на коротких (0,3 мм завдовжки) квітконіжках або сидячі. Чашечка чотирироздільна, чашолистки широколанцетні, закруглені на кінці, іноді із зубчиком збоку. Пелюсток 4, вони рожеві або білі, еліптичної форми, трохи довші і ширші за чашолистки.  Тичинок 8, вони коротші за пелюстки.  Стовпчиків 4.
Плід та насіння
Плід — куляста коробочка близько 1,5 мм у діаметрі, зверху втиснута, чотиригніздна, розкривається чотирма стулками. Насіння дрібне (0,5 мм завдовжки), підковоподібне або серпоподібно зігнуте, бурого кольору.

## Поширення
Поширений у Європі, Грузії, північній Азії.
В Україні зростає в стоячих водоймах, на мулистих болотах, в воді та берегах — майже на всій території, розсіяно, крім Криму.